# 中国诗歌学会
中国诗歌学会是中华人民共和国诗人、诗歌理论家、诗歌编辑家、诗歌翻译家和诗学教育工作者自愿结合组成的全国性、学术性、非营利性社会团体，正式成立于1996年。

## 历史
为了弘扬民族文化，讴歌时代精神，推动诗歌创作和诗歌理论研究，中国诗歌学会在经过长期筹备后于1996年7月在北京市正式成立。它由中国作家协会申报，经中共中央宣传部批准，在民政部正式登记注册（社证字第1622号）。臧克家为首任会长。
2013年2月至2015年8月的两年半时间，中国诗歌学会的四位负责人雷抒雁、韩作荣、李小雨、张同吾先后去世。2015年12月，企业家黄怒波当选为中国诗歌学会的法人代表、会长。

## 历任会长
- 艾　青
- 臧克家
- 雷抒雁（2012年4月25日－2013年2月14日）[6]
- 韩作荣（2013年6月－2013年11月12日）[7]
- 黄怒波（2015年12月9日－2021年1月31日）[5]
- 杨　克（2021年1月31日－）

## 历届理事会

### 第一届
- 任期：
- 会长：艾青、臧克家
- 副会长：公刘、牛汉、吉狄马加、朱子奇、孙静轩、杨子敏、李瑛、郑敏、柯岩、晓雪、野曼、绿原、屠岸、曾卓、蔡其矫
- 秘书长：张同吾
- 副秘书长：祁人、李小雨、桑恒昌、未凡

### 第二届
- 任期：
- 名誉会长：臧克家
- 副会长：牛汉、吉狄马加、朱子奇、李瑛、杨子敏、郑敏、柯岩、晓雪、绿原、野曼、屠岸、蔡其矫
- 秘书长：张同吾
- 副秘书长：祁人（常务）、李小雨、桑恒昌、黄锦奎

### 第三届
- 任期：2012年4月－2021年1月[8]
- 名誉会长：李瑛、郑敏、晓雪、屠岸、野曼
- 顾问：吉狄马加
- 会长：雷抒雁 → 韩作荣 → 黄怒波（骆英）（辞职并退会）
- 副会长：叶延滨、刘向东、杨牧、李小雨、杨克（增补）、李松涛、吴思敬、骆英（升任会长）、阿尔泰、高洪波、唐晓渡（增补）、曾凡华（驻会）、傅天琳、程步涛（驻会）
- 秘书长：李小雨（兼）、程步涛（兼）
- 副秘书长：周所同、木汀、马瑾

### 第四届
- 任期：2021年1月－[9]
- 会长：杨克
- 常务副会长：王山
- 副会长：刘向东（驻会）、王久辛、汤养宗、阿古拉泰、欧阳江河、胡弦、娜夜、唐晓渡、曹宇翔、龚学敏、阎志、梁平、梁尔源
- 秘书长：王山（兼任）

## 争议

### 领导层内部矛盾
2017年，诗人祁人在自己的博客实名举报黄怒波，认为其没有资格担任中国诗歌学会的法人代表、会长。而黄怒波则指责祁人通过举办活动，涉及收益金额巨大的赞助费。

### 过度商业化
中国诗歌学会曾举办“中国诗歌万里行”大型活动，涉及巨额的活动赞助费，还授出过“中国诗人之乡”、“中国乡村诗歌之乡”、“中国诗书之乡”等牌子。有评论员认为，市场化、产业化的诗牌发放将使诗在公众心里死得更快，而且死而不得超生，成为笑柄的代称。